# U-20ラグビーフランス代表
U-20ラグビーフランス代表（フランス語: Équipe de France de rugby à XV des moins de 20 ans）は、20歳以下の選手で構成されるラグビーユニオンのフランス代表チームである。愛称は「レ・ブルーエ (Les Bleuets)」。
ワールドラグビーU20チャンピオンシップ・シックス・ネイションズU-20チャンピオンシップなどに出場している。

## 歴史
2009年、シックス・ネイションズU-20チャンピオンシップで初優勝。
2018年、決勝でイングランド代表を破ってワールドラグビーU20チャンピオンシップで初優勝。翌2019年の大会でも連覇。コロナ禍で4年ぶりに開催された2023年の大会でも優勝。

## タイトル
- ワールドラグビーU20チャンピオンシップ
優勝・3回 (2018年, 2019年, 2023年)
- シックス・ネイションズU-20チャンピオンシップ
優勝・3回 (2009年, 2014年, 2018年)

## 成績

### ワールドラグビーU20チャンピオンシップ
- 2008年 - 6位
- 2009年 - 5位
- 2010年 - 5位
- 2011年 - 4位
- 2012年 - 6位
- 2013年 - 5位
- 2014年 - 6位
- 2015年 - 4位
- 2016年 - 9位
- 2017年 - 4位
- 2018年 - 1位
- 2019年 - 1位
- 2023年 - 1位

### シックス・ネイションズU-20チャンピオンシップ
- 2008年 - 3位
- 2009年 - 1位
- 2010年 - 4位
- 2011年 - 2位
- 2012年 - 2位
- 2013年 - 5位
- 2014年 - 1位
- 2015年 - 2位
- 2016年 - 2位
- 2017年 - 2位
- 2018年 - 1位
- 2019年 - 2位
- 2021年 - 2位
- 2022年 - 2位
- 2023年 - 2位

## 主な歴代代表主将
- モルガン・パラ - 2008年IRBジュニア世界選手権での主将。2011年W杯・2015年W杯フランス代表選出。